# 哈特拉
哈特拉（阿拉伯語： al-Ḥaḍr）是位于今伊拉克尼尼微省的一座古城，位于美索不达米亚贾兹拉地區，旧时也曾为大波斯一省的省会。哈特拉在今伊拉克首都巴格达西北290公里，摩苏尔西南110公里处。
2015年3月8日，一名官員宣稱該遺址遭到控制當地的恐怖組織伊斯蘭國軍隊以炸藥和推土機摧毀。2017年4月26日，伊拉克親政府民兵人民動員宣佈已從伊斯蘭國手上收復哈特拉。

## 历史
哈特拉由古代塞琉古帝国时期在前3世纪左右建立。城市受后来的帕提亚帝国影响较深，是一个宗教和贸易中心，前2世纪至2世纪是城市的繁荣期。之后成为萨珊王朝和阿拉伯帝国的首府。
哈特拉的防御工事做的较好，曾多次成功抵御罗马人的攻击，如图拉真和塞普蒂米烏斯·塞維魯两位罗马帝国皇帝下令的包围。
1985年列入联合国教科文组织世界遗产名录。

## 登录基准
该世界遗产被认为满足世界遺產登錄基準中的以下基準而予以登錄：
- （ii）在某期间或某种文化圈里对建筑、技术、纪念性艺术、城镇规划、景观设计之发展有巨大影响，促进人类价值的交流。
- （iii）呈现有关现存或者已经消失的文化传统、文明的独特或稀有之证据。
- （iv）关于呈现人类历史重要阶段的建筑类型，或者建筑及技术的组合，或者景观上的卓越典范。
- （vi）具有显著普遍价值的事件、活的传统、理念、信仰、艺术及文学作品，有直接或实质的连结（世界遗产委员会认为该基准应最好与其他基准共同使用）。